# Picsearch
Picsearch war ein schwedisches Unternehmen, das eine Websuchmaschine für Bilder entwickelt hat. Das Unternehmen bot eine Suche in mehr als drei Milliarden Bildern im Internet. Die Hauptseite für die Suche war Picsearch.de, zusätzlich arbeitete das Unternehmen aber auch mit MSN, Web.de, Ask.com und Lycos zusammen. Picsearch war eine der drei größten Suchmaschinen für Bilder weltweit neben Google Bilder und Yahoo.

## Geschichte
Das Unternehmen wurde im Jahr 2000 von zwei Studenten der Universität Linköping gegründet. Im Sommer 2001 ging die Suchmaschine offiziell ans Netz. Die Firma hat ihren Sitz in Stockholm.
Picsearch wurde Anfang 2022 eingestellt.